# 카니발 키드
카니발 키드(The Karnival Kid 또는 Carnival Days)는 월트 디즈니, 어브 아이웍스 감독의 1929년 미국의 애니메이션 단편 영화이다. 월트 디즈니 애니메이션 스튜디오에 의해 흑백으로 제작되었으며 셀레브리티 프로덕션스(Celebrity Productions)에 의해 극장 개봉되었다. 미키 마우스 영화 시리즈 중 9번째 영화이며 미키가 말을 하는 첫 번째 작품이다.(처음 8번의 장면에서 미키는 휘파람을 웃고 울고 음성으로 자신을 표현하였다) 미키의 처음 한 말은 "핫도그! 핫 도그!"였으며 이 목소리는 디즈니가 아닌 다른 사람이 제공한 음성이다.
미키 외에 3명의 다른 시리즈 캐릭터들도 등장한다. 최초 등장인물은 카메오 클라라벨 카우이다. 두 번째는 캣 닙(Kat Nipp)이다. 세 번째는 미키의 사랑하는 등장인물 미니 마우스이다.

## 유산
미키의 최초 언급은 미키마우스 클럽하우스의 "핫도그"(Hot Dog)라는 노래에 영향을 미쳤다.